# 长沙镇 (如东县)
长沙镇，是中华人民共和国江苏省南通市如东县下辖的一个乡镇级行政单位。

## 行政区划
长沙镇下辖以下地区：
何丫村、近海村、环东村、港城社区、四桥村、卫海村、陆河村、长堤村、港城村、北坎村、富盐村、滨海村、黄海村和三民村。